# Blepharipa fulviventris
Blepharipa fulviventris là một loài ruồi trong họ Tachinidae.